# Begraafplaats Sint Barbara (Hilversum)
Begraafplaats Sint Barbara is een rooms-katholieke begraafplaats aan de Nieuwlandseweg 40 in Hilversum.
De begraafplaats is in 1918 opgericht, en is vernoemd naar Sint-Barbara, de beschermheilige van de stervenden en beschermster tegen een onvoorziene dood. Aan de oprichting ging echter 15 jaar discussie vooraf.
De begraafplaats heeft naast graven ook een columbarium, een urnengrafveld en een uitstrooiveld. Op de begraafplaats staat een kapel voor afscheidsdiensten of -bijeenkomsten. Het bronzen kruisbeeld centraal op de begraafplaats is afkomstig van de in 1998 afgebroken Hilversumse Sint-Wilibrorduskerk. In 2018 werd een wegkapel gewijd aan Maria toegevoegd. Bezoekers kunnen daar een kaars aansteken.

## Graven van bekende personen
- Gerardus Johannes Koekkoek (1871-1956), tekenaar en kunstschilder